# Phalota obscura
Phalota obscura är en skalbaggsart som beskrevs av Blackburn 1889. Phalota obscura ingår i släktet Phalota och familjen långhorningar. Inga underarter finns listade i Catalogue of Life.